# سید ریحان الدین
سید ریحان الدین (بنگالی: সৈয়দ রায়হান উদ্দিন) نویسنده صوفی قرون وسطایی بنگال بود. آثار او در دربار امپراتوری دهلی شهرت یافت و در آنجا به بلبل بنگال لقب گرفت. از آثار برجسته ریحان می‌توان به خواب نامه و مثنوی گلبکاولی اشاره کرد.